# Light & Magic
Light & Magic es el segundo álbum de la banda británica Ladytron, fue lanzado en 2011.

## Lista de canciones
1. "True Mathematics" – 2:22
2. "Seventeen" – 4:38
3. "Flicking Your Switch" – 3:26
4. "Fire" – 2:49
5. "Turn It On" – 4:46
6. "Blue Jeans" – 4:13
7. "Cracked LCD" – 2:32
8. "Black Plastic" – 4:17
9. "Evil" – 5:34
10. "Startup Chime" – 3:31
11. "NuHorizons" – 4:03
12. "Cease2xist" – 4:37
13. "Re:agents" – 4:53
14. "Light & Magic" – 3:35
15. "The Reason Why" – 4:14
16. "USA vs. White Noise" – 2:16 (solo en el lanzamiento del Reino Unido)

### Canciones adicionales
El 20 de julio de 2004, el álbum fue relanzado con 4 canciones adicionales. Las canciones "Cracked LCD" y "Light & Magic" son en vivo. Algunas copias contienen la versión de Soulwax de "Seventeen" en vez de la versión de Pop Levi.
1. "Seventeen (Pop Levi mix)"(Ladytron) – 4:05
2. "Cracked LCD"(Ladytron) – 5:15
3. "Light & Magic"(Ladytron) – 4:31
4. "Evil" (Ladytron) – 6:13

## Tablas de popularidad
| Año  | Tabla                  | Posición |
| ---- | ---------------------- | -------- |
| 2002 | Heatseekers            | #31      |
| 2002 | Top Electronic Albums  | #7       |
| 2002 | Top Independent Albums | #24      |

- Datos: Q1933053